# اصلاح نژاد درخت
اصلاح نژاد درختان، عبارت است از به‌کارگیری اصول ژنتیک، زیست‌شناسی تولیدمثلی و اقتصاد برای بهبود ژنتیکی و مدیریت درختان جنگلی. در مقایسه با اصلاح نژاد دام‌ها، محصولات زراعی و گل‌های باغی که طی چند قرن گذشته انجام شده است، اصلاح نژاد درختان—به جز درختان میوه‌ای—یک پدیده نسبتاً جدید به‌شمار می‌آید.

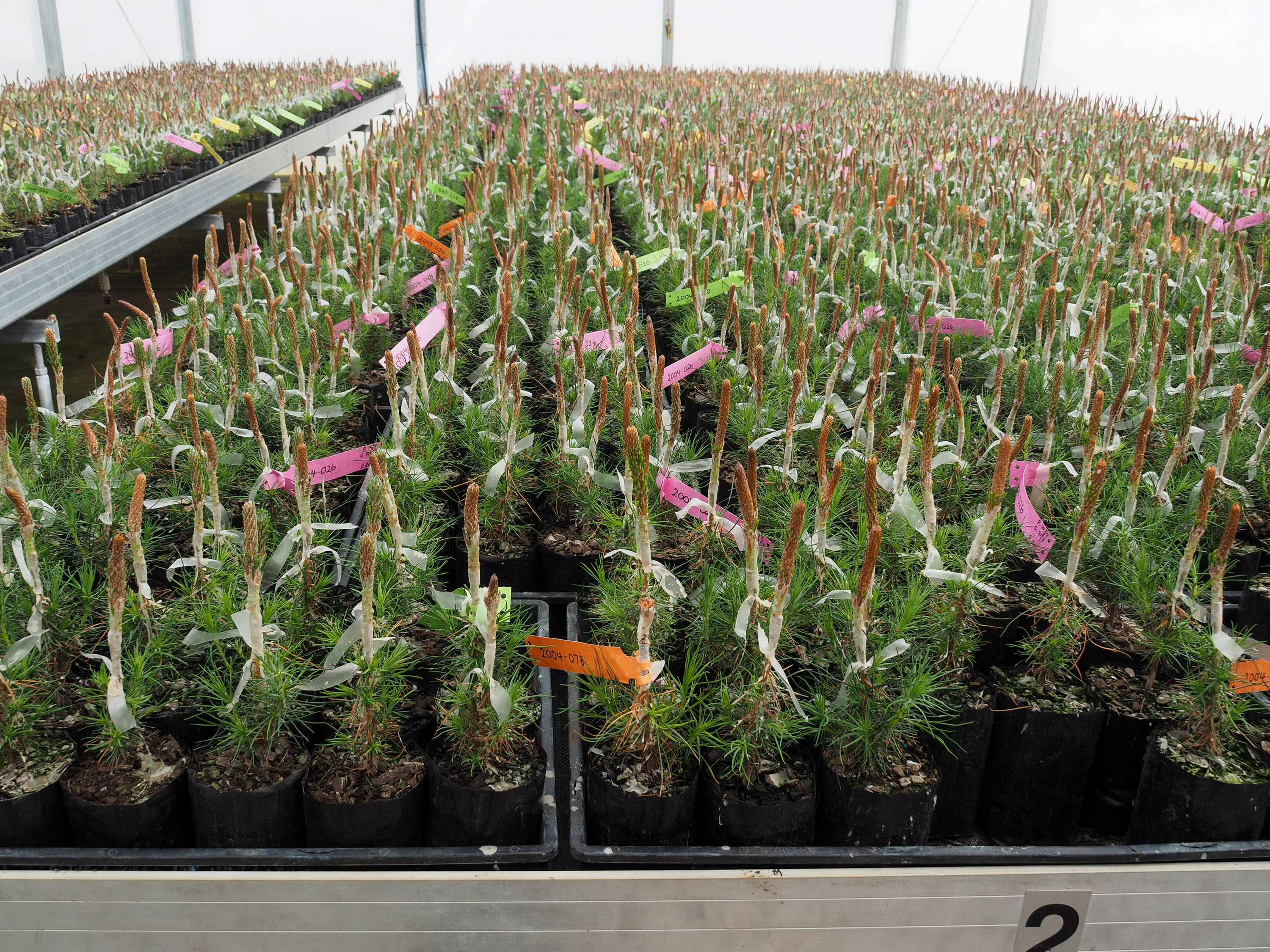
پیوند زدن کاج رادیاتا برای آماده‌سازی جهت احداث باغ بذر در نیوزیلند

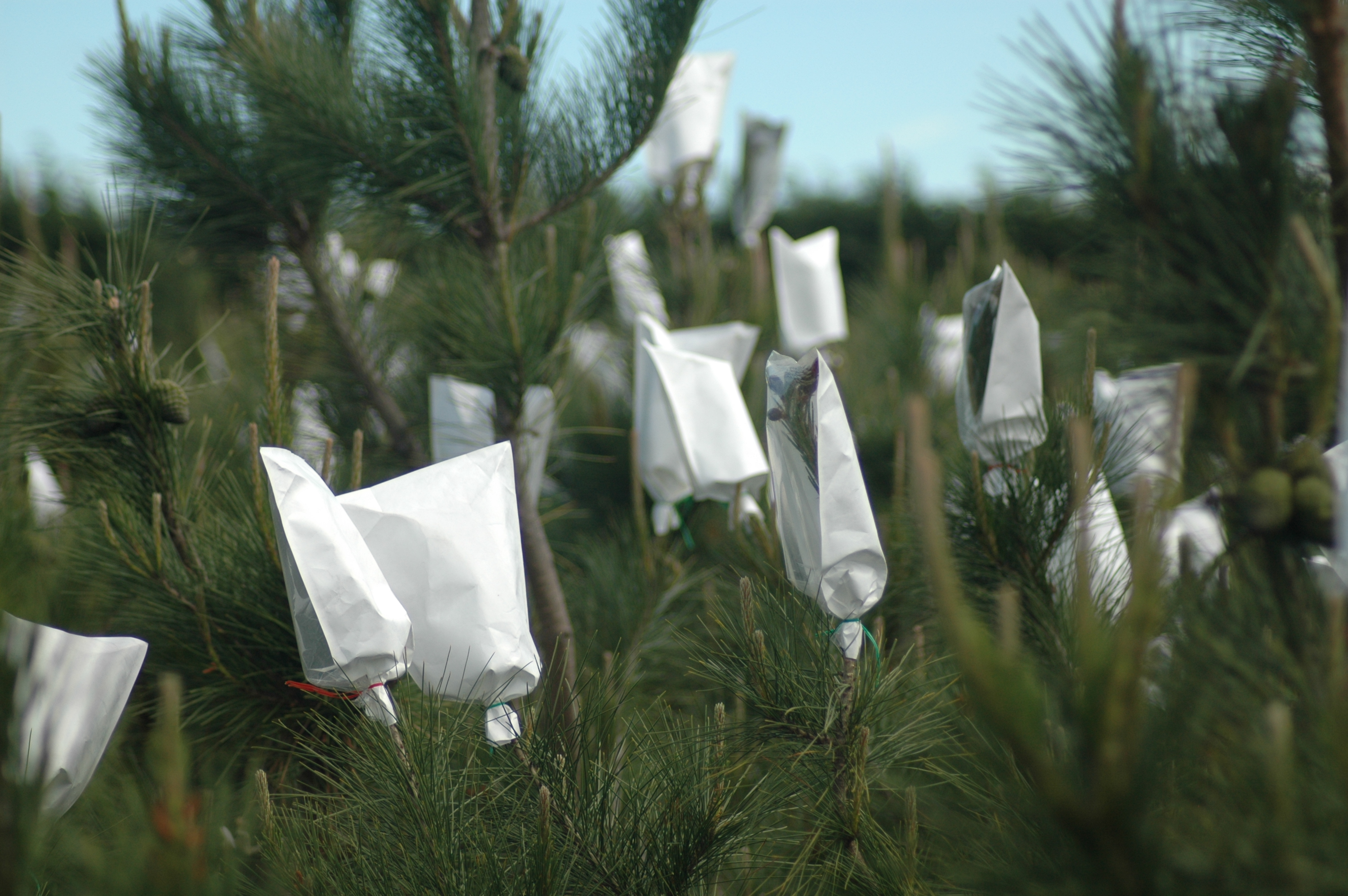
کیسه‌های جداسازی برای گرده افشانی کنترل‌شده در یک باغ بذر کاج رادیاتا.

یک برنامه اصلاح نژاد درختان جنگلی معمولی با انتخاب فنوتیپ‌های برتر (به‌علاوه درختان) آغاز می‌شود. در یک جنگل طبیعی یا دست کاشت، که اغلب بر اساس سرعت رشد، شکل درخت و ویژگی‌های سازگاری با مکان است. این کاربرد انتخاب جمعی، عملکرد میانگین جنگل را بهبود می‌بخشد. فرزندان از درختان منتخب به دست می‌آیند و در مزارع آزمایشی که به عنوان آزمایش‌های ژنتیکی عمل می‌کنند، پرورش داده می‌شوند. بر اساس چنین آزمایش‌هایی می‌توان بهترین ژنوتیپ‌ها را از بین والدین انتخاب کرد. درختان انتخاب شده معمولاً یا از طریق بذر یا پیوند تکثیر می‌شوند و باغ‌های بذری زمانی احداث می‌شوند که محصول ترجیحی، بذر اصلاح‌شده باشد. از طرف دیگر، بهترین ژنوتیپ‌ها را می‌توان مستقیماً با قلمه زدن یا روش‌های برون‌تنی تکثیر کرد و مستقیماً در مزارع کلونال استفاده کرد. سیستم اول اغلب برای کاج‌ها و سایر درختان سوزنی برگ استفاده می‌شود، در حالی که سیستم دوم در برخی از پهن برگ‌ها (صنوبر، اکالیپتوس و سایر درختان) معمول است. اهداف یک برنامه اصلاح نژاد درخت از بهبود عملکرد و سازگاری با شرایط خاص گرفته تا مقاومت در برابر آفات و بیماری‌ها، خواص چوب و غیره را شامل می‌شود. در حال حاضر، اصلاح نژاد درختان از پیشرفت سریع ژنتیک و ژنومیک گیاهان بهره می‌برد.

## بهینه‌سازی
پرورش‌دهندگان درخت سعی می‌کنند با بهینه‌سازی اصلاح نژاد درخت، کارایی عملیات خود را بهبود بخشند. دانشمندان ابزارهایی را با هدف بهبود کارایی برنامه‌های اصلاح نژاد درختان توسعه می‌دهند. بهینه‌سازی می‌تواند به معنای تطبیق استراتژی‌ها و روش‌ها با گونه‌های خاص، گروه‌های جمعیتی، ساختارهای تنوع ژنتیکی و شیوه‌های وراثت صفات مهم برای به دست آوردن بالاترین سود در واحد زمان باشد. بهینه‌سازی معمولاً در سطوح زیر انجام می‌شود:
- استراتژی اصلاح نژاد (شدت مناسب اصلاح نژاد، ساختار و اندازه جمعیت اصلاح نژاد، برنامه‌ریزی برای حفظ تنوع ژنتیکی)
- روش‌های اصلاح نژاد (نوع جفت‌گیری، روش‌های آزمایش و انتخاب، آزمایش اندازه و زمان جمعیت) و
- روش‌های استقرار مواد اصلاح‌شده ژنتیکی (باغ‌های بذری و جنگلداری کلونال: سهم ژنتیکی، اندازه).

شبیه‌سازی‌های کامپیوتری، مبتنی بر الگوریتم‌های تعریف‌شده، اغلب مورد استفاده قرار می‌گیرند: یا شامل تغییرات تصادفی (تصادفی) یا بدون آن (قطعی).
استراتژی‌های انتخاب برای پیشرفت سالانه در اصلاح نژاد بلندمدت با هزینه سالانه مشخص با در نظر گرفتن افزایش ژنتیکی، تنوع ژنی، اجزای هزینه و اجزای زمان مقایسه شده‌اند. برای صنوبر نروژی، کلون کردن خانواده‌های کامل خواهر و برادر و سپس انتخاب بر اساس عملکرد کلونی مطلوب به نظر می‌رسد در حالی که برای کاج اسکاتلندی، یک استراتژی دو مرحله‌ای بهترین به نظر می‌رسد، ابتدا پیش‌انتخاب فنوتیپی و سپس آزمایش نتاج انتخاب‌ها.

## بهسازی درخت
یک جمعیت با تنوع ژنتیکی و روشی برای انتخاب افراد با برتری ژنتیکی، اساس بهبود درختان از طریق اصلاح نژاد را تشکیل می‌دهد. در واقع، یک برنامه اصلاح نژاد درخت به دنبال جداسازی و ارزیابی مولفه ژنتیکی تغییرات در یک یا چند ویژگی مورد نظر است. در ساده‌ترین روش، چرخه‌های انتخاب جمعیت موجود را در جهت خاصی کاهش می‌دهد تا ویژگی‌های مطلوب تقویت شوند، سپس از افراد انتخاب‌شده برای تولید مثل استفاده می‌شود تا جمعیتی با ویژگی‌های بهبود یافته گسترش یابد. استراتژی‌های اصلاح نژاد بسته به گونه و اهداف متفاوت است، اما همگی از طرح‌های جفت‌گیری برای کسب اطلاعات و تولید مواد جدید استفاده می‌کنند. انتخاب استراتژی اصلاح نژاد و طرح جفت‌گیری مناسب یکی از تصمیمات کلیدی در هر برنامه اصلاح نژاد است. کیس (۱۹۸۶) از یک طرح دو سطحی در استان بریتیش کلمبیا استفاده کرد تا تغییرات درون و بین جمعیت‌های مجزای سرو سفید را، هم در داخل بریتیش کلمبیا و هم از شرق آمریکای شمالی، مطالعه کند.
برنامه اصلاح نژاد سرو سفید که در سال ۱۹۸۶ توسط اداره جنگلداری کانادا در منطقه ماریتایمز آغاز شد، از دو نوع جفت‌گیری استفاده کرد: جفت‌گیری چندتایی برای آزمون توان ترکیب عمومی کلون‌ها؛ و جفت‌گیری زوجی (pair-mating) برای تولید مواد لازم جهت انتخاب‌های نسل دوم (Fowler و همکاران، ۱۹۸۸).
بررسی سیستماتیک نیوتن (2003) در مورد واکنش‌های عملکرد صنوبر سفید و ۳ گونه مخروطیان دیگر آمریکای شمالی به شیوه‌های بهبود درختان جنگلی نشان داد که انتخاب صحیح منشأ-فرزند می‌تواند باعث افزایش رشد قدی حدود ۱۲ درصد در ۲۰ سالگی برای صنوبر سفید و افزایش بهره‌وری قابل فروش (میانگین افزایش حجم قابل فروش سالانه) ۲۶ درصد در ۵۰ سالگی برای مزارع ایجاد شده با تراکم اولیه اسمی در مکان‌های با کیفیت متوسط تا خوب شود. همچنین، برآوردهای اولیه حاصل از مطالعات موردی فردی نشان داد که استراتژی‌های انتخاب نسل اول برای صنوبر سفید می‌تواند بهره‌وری قابل فروش را در ۴۵ سال تقریباً ۲۰٪ افزایش دهد.